# X Giochi panafricani
I X Giochi panafricani si tennero dal 3 al 18 settembre 2011 a Maputo, Mozambico. Vi parteciparono 48 nazioni.

## Discipline sportive
Ai Giochi furono presenti 20 sport, 2 dei quali con eventi paralimpici (atletica e nuoto). La maggior parte delle sedi di gara fu a Maputo e nei dintorni. Le gare di canoa/kayak si sono svolsero nella laguna di Chidenguella, 275 km a nord della città.
- Atletica leggera (46+27) (dettagli)
- Badminton (6) (dettagli)
- Pallacanestro (2) (dettagli)
- Beach volley (2) (dettagli)
- Pugilato (10) (dettagli)
- Canoa/kayak (15) (dettagli)
- Scacchi (12) (dettagli)
- Ciclismo (5) (dettagli)
- Calcio (2) (dettagli)
- Pallamano (2) (dettagli)
- Judo (14) (dettagli)
- Karate (16) (dettagli)
- Netball (1) (dettagli)
- Vela (6) (dettagli)
- Nuoto (39+6) (dettagli)
- Tennistavolo (7) (dettagli)
- Taekwondo (16) (dettagli)
- Tennis (6) (dettagli)
- Triathlon (2) (dettagli)
- Pallavolo (2) (dettagli)

## Medagliere
| #      | Nazione             | Oro | Argento | Bronzo | Totale |
| ------ | ------------------- | --- | ------- | ------ | ------ |
| 1      | Sudafrica           | 37  | 21      | 22     | 80     |
| 2      | Egitto              | 9   | 5       | 5      | 19     |
| 3      | Tunisia             | 7   | 13      | 6      | 26     |
| 4      | Algeria             | 4   | 7       | 16     | 27     |
| 5      | Kenya               | 4   | 4       | 6      | 14     |
| 6      | Senegal             | 4   | 3       | 8      | 15     |
| 7      | Zimbabwe            | 3   | 6       | 1      | 10     |
| 8      | Nigeria             | 2   | 4       | 4      | 10     |
| 9      | Camerun             | 2   | 1       | 4      | 7      |
| 10     | Angola              | 1   | 2       | 3      | 6      |
| 11     | Mozambico           | 0   | 2       | 2      | 4      |
| 11     | Mauritius           | 0   | 2       | 2      | 4      |
| 13     | Botswana            | 0   | 1       | 4      | 5      |
| 14     | Rep. del Congo      | 0   | 1       | 2      | 3      |
| 15     | Mali                | 0   | 1       | 0      | 1      |
| 15     | Namibia             | 0   | 1       | 0      | 1      |
| 17     | RD del Congo        | 0   | 0       | 2      | 2      |
| 17     | Seychelles          | 0   | 0       | 2      | 2      |
| 19     | São Tomé e Príncipe | 0   | 0       | 1      | 1      |
| Totale | Totale              | 73  | 74      | 90     | 237    |